# 馮淬帆
馮淬帆（英語：Stanley Feng Tsui Fan；1944年6月1日—），人稱阿謹、阿緊，原名馮兆覲，又名馮兆靚，字河清，香港與台灣喜劇演員、編劇、導演。 馮淬帆有「笑匠」、「幽默祖师」之称，祖籍廣東順德，成長於香港，現居臺灣新北市林口區。1965年起主演過幾部劇集後獲邀參演其首部電影、由其影壇恩師楚原執導的《紅花俠盜》，1968年後轉投無綫電視。1983年演出電影《五福星》系列，至1987年又演出一系列《精裝追女仔》電影。馮淬帆先後擔任電視和電影導演，1986年到台灣定居後仍繼續其演藝工作。其後再演出「我愛香港」系列電影，2年之內分別於《我愛HK開心萬歲》、《2012我愛HK 喜上加囍》和《2013我愛HK 恭喜發財》中再發揮其詼諧搞笑功力。更憑《意外》提名香港電影金像獎最佳男配角。

## 生平
馮淬帆於1944年在廣東省順德的一個粵劇世家出生，其父馮鏡華為粵劇武生和老生，母親吳慧儂（原名吳若曉）也是粵劇名伶，二人共育有四女一子，馮淬帆排名第五。其中長姊白楊（原名馮佩冑）三姊和馮未晚（原名馮佩漩）皆為粵劇演員。 1950年，六歲的馮淬帆随着家人遷至香港。八年後，其父因香港粵劇沒落而回廣州演戲，但後因文化大革命而下落不明；四位姐姐嫁人離家後，母子靠著微薄房租相依為命。高二時到報社打工貼補家用，畢業後本打算到台灣讀大學，但因家境不允許而作罷。
馮淬帆在1950年畢業於灣仔端正中學（幼稚園部），1956年畢業於知行中學（小學部），曾就讀同濟中學（1960年初中畢業時與關維麟及泰迪羅賓（關維鵬）為同屆同學），亦曾參與粵劇戲曲演出。1965年他加盟麗的電視，主演過幾部劇集後，獲電影導演楚原邀拍其首部電影《紅花俠盜》，因而投身影壇，自己亦成為楚原的首徒。1968年馮淬帆加入無綫電視，師從戲劇導師如陳有后，後主演該台首部長篇電視劇《夢斷情天》，並與譚炳文、姜中平兼任配音。1970年代他多集中拍劇，在劇中多演出脾氣暴躁的老粗。1976年他转投佳藝電视任节目监制，至1978年佳视结束后回无线，任监制兼演员。馮淬帆與謝賢在拍戲中認識，發現很談得來，變成了死黨，謝賢常常吃飯都帶著他。
馮淬帆早於1974年執導了第一部電影《香港屋簷下》。1986年7月起移居台灣後，他開始淡出香港的電視圈，其後專注拍攝之電影界發展。他與吳耀漢、秦祥林、苗僑偉、洪金寶、曾志偉、岑建勳，因電影《福星系列》被稱為「五福星」。他曾应邀请任金马奖评审委员。2010年馮淬帆獲电视广播有限公司特意邀请他回来与老友五福星之一的曾志伟一起担任万千星辉颁奖典礼2010飞跃进步女艺员的颁奖嘉宾。
他在1970年代起參與親台的「港九戲劇自由工會」的會務，近年多在台灣居住和生活，並有拍攝台灣資金之電視公司出品之偶像劇。1980年时，已取得完整的中華民國國民身分。馮淬帆明言自己曾經對香港一點感情都沒有，原因是香港當時是英國殖民地，「香港我從唸書的時候就很不喜歡，因為香港是殖民地，我的民族性很高」。另一方面他大讚台灣人有人情味，彼此相互尊重有禮貌。馮淬帆指就算出國離開，第二天就會開始想念台灣。2016年时，已在台湾定居30年。馮淬帆曾在媒體訪問表示自己身為中國人，政治立場是反對台獨，不贊成維持現狀，也反對中共的中國統一，追求中華民國統一全中國。
2019年初，堅決反共的馮淬帆自稱是百分百的中華民國人，表示已抵臺灣定居31年，早已是正港臺灣人，並表明痛恨馬英九，稱「他是個賣國賊」。2020年《中華日報》相关报道中，对于外界形容他為「寄生中華民國的人」的说法，「他有點不高興、有點難過痛心，為什麼這樣說他。他曾祖父到爸爸都是廣東人，他在「中華民國廣東省」出生」

## 幕前與幕後
2007年7月，馮淬帆接受蘋果日報專訪時，坦言自己是為了五斗米才狂接自己從不喜歡的笑片，至於當年在1980年代何以被發掘做笑匠，馮淬帆也不明所以，雖說這一系列搞笑電影令馮淬帆被稱為「笑匠」，但原來沒有一部他是喜歡的。
2018年4月15日，著名導演楚原於第37屆香港電影金像獎頒獎典禮上獲頒終身成就獎，主辦大會特地邀請楚原的大徒弟馮淬帆，代表大會向恩師致意及頒獎，馮淬帆直言視他為永遠的恩人及恩師，教會他第一次執導電影，成功兼任演員與導演。

## 演出作品

### 電影
| 年 份      | 片 名                        | 角 色          | 備 註              |
| 1967年     | 紅花俠盜                     | 副探長         |                    |
| 1968年     | 初歸新抱                     |                |                    |
| 1968年     | 玉女添丁                     | 馮志偉         |                    |
| 1968年     | 給我一個吻                   |                |                    |
| 1969年     | 得咗                         | -              |                    |
| 1969年     | 聰明太太笨丈夫               | -              |                    |
| 1969年     | 蔓莉蔓莉我愛你               |                |                    |
| 1969年     | 冷暖青春                     |                |                    |
| 1970年     | 小煞星                       |                |                    |
| 1971年     | 雙俠                         | 嚴律仁         |                    |
| 1971年     | 鬼流星                       |                |                    |
| 1971年     | 瘋狂殺手                     |                |                    |
| 1975年     | 新啼笑姻緣                   | 張大帥         |                    |
| 1976年     | 八百壯士                     | 顧祝同         |                    |
| 1978年     | 笑傲江湖                     | 岳不群         |                    |
| 1981年     | 魔登天師                     | 惡魔業務員     |                    |
| 1981年     | 摩登保鑣                     | 阿帆           |                    |
| 1982年     | 越南仔                       |                |                    |
| 1983年     | 奇謀妙計五福星               | 蘭克司         | 台：五福星         |
| 1983年     | 摩登衙門                     |                |                    |
| 1983年     | 血中血                       |                |                    |
| 1983年     | 瘋狂83                       |                |                    |
| 1984年     | 我愛神仙遮                   | 帆叔           |                    |
| 1984年     | 神勇雙響炮                   | 清潔員         | 客串               |
| 1984年     | 貓頭鷹與小飛象               |                |                    |
| 1984年     | 龍鳳智多星                   |                | 客串               |
| 1984年     | 有 Friend 冇驚               |                |                    |
| 1984年     | 夾心沙展                     |                |                    |
| 1984年     | 癲鳳狂龍                     | 費仕帆         |                    |
| 1985年     | 小狐仙                       |                |                    |
| 1985年     | 花心紅杏                     |                |                    |
| 1985年     | 時來運轉                     | 趙子龍父親     |                    |
| 1985年     | 福星高照                     | 犀牛皮         |                    |
| 1985年     | 夏日福星                     | 犀牛皮         |                    |
| 1986年     | 最佳福星                     | 犀牛皮         |                    |
| 1986年     | 雙龍吐珠                     | 電視劇演員     | 客串               |
| 1986年     | 全力反彈                     |                |                    |
| 1986年     | 霹靂大喇叭                   |                | 客串               |
| 1986年     | 殭屍先生續集                 |                |                    |
| 1986年     | 殭屍家族                     |                |                    |
| 1986年     | 癲佬正傳（台譯：天天星期七） | 重生會社工     |                    |
| 1986年     | 扭計雜牌軍                   |                |                    |
| 1986年     | 俾鬼捉                       | 范扁舟         | 台：誰當鬼         |
| 1986年     | 你情我願                     |                |                    |
| 1987年     | 歡樂5人組                    | 謝夏利         |                    |
| 1987年     | 爛賭英雄                     | 阿帆           |                    |
| 1987年     | 精裝追女仔                   | 劉定堅         |                    |
| 1988年     | 求愛敢死隊                   | 費仕帆         |                    |
| 1988年     | 應召女郎1988                 |                |                    |
| 1988年     | 皇家師姐III雌雄大盗          |                |                    |
| 1988年     | 龍之家族                     | 緊Sir          |                    |
| 1988年     | 精裝追女仔II                 | 劉定堅         |                    |
| 1988年     | 最佳損友                     | 牛精帆         | 台：牛頭帆         |
| 1988年     | 最佳損友闖情關               | 牛精帆         | 台：牛頭帆         |
| 1988年     | 火舞風雲                     | 舞廳客人       |                    |
| 1988年     | 跟鬼有緣                     |                |                    |
| 1988年     | 飛龍猛將                     | 毛醫生         |                    |
| 1988年     | 霸王花                       | 簡某人         |                    |
| 1988年     | 愛的逃兵                     |                |                    |
| 1988年     | 丑探七個半                   |                |                    |
| 1988年     | 大話神探                     |                |                    |
| 1989年     | 城市判官                     |                |                    |
| 1989年     | 夜瘋狂                       |                | 台：悍妞闖錢關     |
| 1989年     | 神勇飛虎霸王花               | 簡某人         | 台：霸王花續集     |
| 1989年     | 捉鬼大師                     | 祁大川         |                    |
| 1989年     | 福星闖江湖                   | 犀牛皮         |                    |
| 1989年     | 精裝追女仔之3狼之一族        | 劉定堅         |                    |
| 1989年     | 八寶奇兵                     | 原則           | 台：龍蛇馬羊猴雞狗 |
| 1989年     | 急凍奇俠                     |                |                    |
| 1989年     | 單身貴族                     | 的士司機(客串) |                    |
| 1989年     | 小小小警察                   | 掃黃組長       |                    |
| 1990年     | 皇家賭船                     | 簡某人         |                    |
| 監獄不設防 | 典獄長                       |                |                    |
| 師兄撞鬼   | 李謹                         |                |                    |
| 天師捉姦   |                              |                |                    |
| 音樂殭屍   | 麻麻地                       |                |                    |
| 出土奇兵   |                              |                |                    |
| 1991年     | 妖魔道                       | 丘處男         |                    |
| 1991年     | 洪福齊天                     | 交警           | 台：鬼賭鬼，客串   |
| 1991年     | 駁腳差佬                     |                | 台：鬼福星         |
| 1992年     | 九月初九之重見天日           | 拳賽評判       | 台：羞羞鬼，客串   |
| 1992年     | 老友鬼上身                   |                |                    |
| 1992年     | 五福星撞鬼                   | 犀牛皮         |                    |
| 1996年     | 運財五福星                   | 犀牛皮         |                    |
| 1997年     | 天生絕配                     | 刑事組長       |                    |
| 2004年     | 精装追女仔2004               | 警長           |                    |
| 2007年     | 每當變幻時                   | 妙父           |                    |
| 2009年     | 意外                         |                |                    |
| 2009年     | 復仇                         | 阿鬼的表哥     |                    |
| 2011年     | 我愛HK開心萬歲               | 吴通           |                    |
| 2012年     | 2012我愛HK 喜上加囍          | 郭靖           |                    |
| 2012年     | 嫁個100分男人                | 司徒九         |                    |
| 2012年     | 太極1從零開始                | 陳玉娘祖父     |                    |
| 2012年     | 太極2英雄崛起                | 陳玉娘祖父     |                    |
| 2013年     | 2013我愛HK 恭喜發財          | 黎源           |                    |
| 2013年     | 臨終囧事                     | 王師傅         |                    |
| 2014年     | 化妆师                       | 高俊父親       |                    |
| 2015年     | 五個小孩的校長               | 校監           |                    |
| 2016年     | 老笠                         | 老野           |                    |
| 2016年     | 刑警兄弟                     | 陳菲力         |                    |
| 2017年     | 明月幾時有                   |                |                    |
| 2017年     | 夏天19岁的肖像               | 姜爺爺         |                    |
| 2019年     | 深夜食堂                     | 忠伯           |                    |
| 2024年     | 鬼們之蝴蝶大廈               |                |                    |

### 電視劇

#### 香港無綫電視
| 年 份  | 劇 名               | 角 色                       |
| 1968年 | 《夢斷情天》        | 文景                        |
| 1972年 | 《向日葵》          |                             |
| 1972年 | 《紫薇園的秋天》    | 郝誦詩                      |
| 1972年 | 《紫薇園的春天》    | 郝誦詩                      |
| 1972年 | 《文天祥》          | 文天祥                      |
| 1973年 | 《小鳳仙》          | 蔡鍔                        |
| 1973年 | 《私戀》            |                             |
| 1978年 | 《第三類房客》      | 馬瑞謹                      |
| 1978年 | 《奮鬥》            | 羅達揚                      |
| 1979年 | 《天虹》            | 司徒森                      |
| 1979年 | 《絕代雙驕》        | 江別鶴                      |
| 1980年 | 《執到寶》          | 余係人                      |
| 1981年 | 《烽火飛花》        | 楊尚恕                      |
| 1981年 | 《妙手神偷》        |                             |
| 1981年 | 《逐個捉》          | 蒙妮坦                      |
| 1981年 | 《突破》            | 凌卓峰                      |
| 1982年 | 《男子漢》          |                             |
| 1982年 | 《飛越十八層》      | 魔鬼                        |
| 1982年 | 《假日風情》        |                             |
| 1982年 | 《過山車》          |                             |
| 1982年 | 《愛情安歌 Encore》 | 梁查理                      |
| 1983年 | 《播音人》          | 甄家英                      |
| 1983年 | 《天降財神》        |                             |
| 1983年 | 《再生緣》          |                             |
| 1983年 | 《警花出更》        | 金志剛                      |
| 1983年 | 《神探霹靂》        | 簡如龍                      |
| 1984年 | 《再版人》          | 劉漢忠                      |
| 1984年 | 《黃金約會》        | 章志輝                      |
| 1984年 | 《生鏽橋王》        | 雷振江                      |
| 1984年 | 《為人師表》        |                             |
| 1985年 | 《光怪陸離》        | 房志強 姜達文 許力恆 夏治中 |

#### 香港麗的電視
| 年 份  | 劇 名          | 角 色 |
| 1974年 | 《碧血恩仇》   |       |
| 1975年 | 《苦雨戀春風》 |       |
| 1975年 | 《十大奇案》   |       |

#### 香港佳藝電視
| 年 份  | 劇 名        | 角 色    |
| 1976年 | 《隋唐風雲》 | 唐太宗   |
| 1976年 | 《武則天》   |          |
| 1976年 | 《神鵰俠侶》 | 陸展元   |
| 1977年 | 《碧血劍》   | 崇禎皇帝 |

#### 香港亞洲電視
| 年 份  | 劇 名        | 角 色                         |
| 2001年 | 《祖先開眼》 | 廖創晶、牛精帆、黃一帆／Terry |

#### 台灣
| 年 份  | 劇 名                      | 播 出 頻 道                                  | 角 色  |
| 1990年 | 《神仙老爸》               | 華視                                         |        |
| 1996年 | 《法醫奇案》               | 台視                                         |        |
| 2005年 | 《雙璧傳說》               | 中視                                         | 方建山 |
| 2006年 | 《深情密碼》               | 中視、東森戲劇台、香港無綫收費電視無綫劇集台 | 左父   |
| 2015年 | 《轉身說愛你》(2012年拍攝) |                                              | 李國民 |

## 導演作品

### 電影
- 1974 《香港屋簷下》
- 1981 《粉骷髏》
- 1988 《愛的逃兵》
- 1989 《福星闖江湖》
- 1992 《老友鬼上身》
- 2004 《空鏡記》

## 編劇作品

### 電視劇（無綫電視）
- 1972年《文天祥》編劇

## 編導作品

### 電視劇（無綫電視）
- 1972年《良友三部曲》編導
- 1972年《琉璃世界》編導
- 1972年《春暉》編導
- 1973年《變》編導

## 監製作品

### 電視劇（無綫電視）
- 1980年《一劍天涯》監製
- 1981年《迷離世界》監製
- 1981年《刺青》監製
- 1981年《烽火飛花》監製

## 音樂作品

### 粵劇戲曲
- 祭玉河、鳳釵盟
- 金裝小曲第 4輯
- 文天祥、易水送荊軻

## 獎項記錄

### 華語電影傳媒大獎
| 年份 | 獲提名   | 獎項                             | 結果 |
| ---- | -------- | -------------------------------- | ---- |
| 2010 | 《意外》 | 第10屆華語電影傳媒大獎最佳男配角 | 提名 |

### 香港電影金像獎
| 年份 | 獲提名   | 獎項                           | 結果 |
| ---- | -------- | ------------------------------ | ---- |
| 2010 | 《意外》 | 第29屆香港電影金像獎最佳男配角 | 提名 |

## 外部連結
- 馮淬帆在互联网电影资料库（IMDb）上的資料（英文）
- 馮淬帆在香港影庫上的簡介
- 馮淬帆在豆瓣上的资料（简体中文）